# لیودمیلا هاروتیونیان
لیودمیلا هاکوبی هاروتیونیان (ارمنی: Լյուդմիլա Հակոբի Հարությունյան؛ زادهٔ ۱۳ نوامبر ۱۹۴۱) جامعه‌شناس، استاد دانشگاه و فعال اهل ارمنستان است.

## زندگی‌نامه
وی در ۱۳ نوامبر ۱۹۴۱ در ایروان به دنیا آمد و از دانشگاه دولتی ایروان فارغ‌التحصیل گشت. وی برنده جوایزی همچون hy:Հայրենիքին մատուցած ծառայությունների համար» ۱-ին աստիճանի մեդալ (۲۰۱۶)، نشان یادبود مسروپ ماشتوتس جمهوری ناگورنو قره‌باغ (۲۰۱۸)، مدال طلای دانشگاه دولتی ایروان (۲۰۱۱)، مدال طلای وزارت آموزش و پرورش جمهوری ارمنستان (۲۰۰۹)، مدال مخیتار گش جمهوری ناگورنو قره‌باغ (۲۰۰۱) و مدال موسس خورناتسی (۱۹۹۹) است.